# H. Allen Orr
Harold Allen Orr (* 11. Juli 1960 in Hampton (Virginia)) ist ein US-amerikanischer Evolutionsbiologe und Genetiker.

## Leben
Orr studierte Biologie und Philosophie am College William and Mary mit dem Bachelor-Abschluss 1982 und dem Master-Abschluss 1985 und wurde 1990 an der University of Chicago in Evolutionsbiologie und Ökologie bei Jerry Coyne promoviert und war als Post-Doktorand an der University of California, Davis. Seine Promotionsarbeit trug den Titel The Genetics of Postzygotic Reproductive Isolation in Drosophila. Er war ab 1993 Assistant Professor, ab 1996 Associate Professor und ab 2000 Professor an der University of Rochester, an der er Shirley Cox Kearns Professor ist.
Er befasst sich mit Populationsgenetik, der Genetik der Artbildung und Anpassung, wobei er Drosophila als Studienobjekt benutzt. So untersuchte er die genetischen Ursachen der Unfruchtbarkeit von Hybriden und welche Gene für Artenbarrieren verantwortlich sind und welche Normalfunktionen sie haben. Von ihm und Coyne stammt ein Standardwerk über Artbildung.
2008 war er einer der Empfänger der Darwin-Wallace-Medaille. 1992 erhielt er den Young Investigator Award der American Society of Naturalists und 1993 den Dobzhansky Prize der Society for the Study of Evolution. Er war Guggenheim Fellow (2000/01), Packard Fellow und Sloan Fellow. 2009 wurde er in die American Academy of Arts and Sciences gewählt.
Er war im Herausgebergremium von Evolution (1998 bis 2000) und Genetical Research (ab 1996).
Er schreibt für den The Boston Review, The New Yorker und den The New York Review of Books. Er ist öffentlich als Gegner von Intelligent Design und evolutionärer Psychologie hervorgetreten und setzte sich kritisch mit William Dembski, Daniel Dennett und Richard Dawkins auseinander.

## Schriften (Auswahl)
- mit J. A. Coyne: Patterns of speciation in Drosophila. Evolution, Band 43, 1989, S. 362–381.
- A test of Fisher’s theory of dominance. Proc. Natl. Acad. Sci. USA, Band 88, 1991, S. 11413–11415.
- Haldane’s rule has multiple genetic causes. Nature, Band 361, 1993, S. 532–533.
- The population genetics of speciation: the evolution of hybrid incompatibilities. Genetics, Band 139 1995, S. 1805–1813.
- A mathematical model of Haldane’s rule. Evolution, Band 47 1993, S. 1606–1611.
- mit Jerry A. Coyne: The evolutionary genetics of speciation. Phil. Trans. R. Soc. Lond. B, Band 353, 1998, S. 287–305.
- The population genetics of adaptation: the distribution of factors fixed during adaptive evolution. Evolution, Band 52, 1998, S. 935–949.
- mit D. C. Presgraves:  Haldane’s rule is obeyed in taxa lacking a hemizygous X. Science, Band 282. 1998, S. 952–954.
- mit C. R. Marshall, N. H. Patel: Morphological innovation and developmental genetics. Proc. Natl. Acad. Sci. USA, Band 96, 1999, S. 9995–9996.
- mit S. Irving: Complex epistasis and the genetic basis of hybrid sterility in the Drosophila pseudoobscura Bogota-USA hybridization. Genetics, Band  158, 2001, S. 1089–1100.
- mit M. Turelli: The evolution of postzygotic isolation: accumulating Dobzhansky-Muller incompatibilities. Evolution, Band 55, 2001, S. 1085–1094.
- The population genetics of adaptation: the adaptation of DNA sequences. Evolution, Band 56, 2002, S. 1317–1330.
- mit D. C. Presgraves, L. Balagopalan, S. M. Abmayr: Adaptive evolution drives divergence of a hybrid inviability gene in Drosophila. Nature, Band 423, 2003, S. 715–719.
- mit Jerry A. Coyne: Speciation, Sinauer Assoc. 2004
- The genetic theory of adaptation: a brief history. Nature Reviews Genetics, Band 6 2005, S. 119–127.
- mit S. Irving: Segregation distortion in hybrids between the Bogota and USA subspecies of Drosophila pseudoobscura. Genetics, Band 169, 2005, S. 671–682.
- mit J. P. Masly,  C.D. Jones, M.A.F. Noor, J. Locke: Gene transposition as a cause of hybrid sterility. Science, Band 313, 2006, S. 1448–1450.